# Baracuta
Baracuta è un'azienda britannica di abbigliamento, nota per aver sviluppato la cosiddetta giacca Harrington, chiamata anche «G9».

## Storia

### 1937-1947
Baracuta fu fondato nel 1937 a Manchester, all'epoca conosciuta come Cottonopolis per l'importante distretto dell'industria tessile, ad opera di John e Isaac Miller. La produzione tessile dei fratelli Miller iniziò nel 1912 quando diedero vita alla Miller Brothers, specializzata nella produzione di capispalla antipioggia per molte aziende inglesi. In quegli anni, i fratelli Miller iniziarono ad aspirare alla creazione di un proprio marchio di capispalla eleganti dal design facilmente riconoscibile che proteggessero dall'imprevedibile clima britannico. Nel 1937 John e Isaac Miller rinominarono la fabbrica Baracuta Factory e, frequentando la Club House del Manchester Golf Club, iniziarono a lavorare su una giacca pensata per i giocatori di golf. La nuova creazione venne dotata dell'innovativa chiusura lampo e per proteggere i golfisti dalla pioggia venne aggiunta al capo la caratteristica mantellina apposta sul dorso, chiamata umbrella back vent. I Miller disegnarono un collo alto, dog-ear collar, e lo dotarono di bottoni. Infine, aggiunsero gli elastici in fondo alle maniche per coprire i giocatori durante l'impatto con la palla e disegnarono ampie tasche frontali, richiudibili con il bottone, progettate così per contenere due palline da golf. I Miller Brothers si dedicarono poi alla ricerca di un tessuto per la fodera del G9 che potesse rendere più riconoscibile l'indumento. Per questo motivo chiesero a Lord Lovat, frequentatore del Manchester Golf Club, la licenza per utilizzare il Fraser Tartan e, a partire dal giugno del 1940, ottennero la concessione esclusiva. La giacca prese il nome di G9, G come Golf e 9 come le 9 buche del percorso di gioco.

### 1947-1960
A partire dal 1947 i fratelli Miller iniziarono ad esportare i loro prodotti negli Stati Uniti e in Canada. Il marchio Baracuta registrò un buon numero di vendite soprattutto nella East Cost e in California dove il brand si rivolgeva ad un target preciso, ovvero al ceto medio con un'istruzione di tipo universitario, grazie ad una campagna pubblicitaria mirata. Proprio in questi anni la giacca da golf di Baracuta - più tardi conosciuta come G9 – iniziò a spopolare negli Stati Uniti. L'adozione dell'indumento da parte di diverse star di Hollywood, come Elvis Presley che lo indossò nel 1958 nel film King Creole, aumentò la visibilità del marchio. Cinque anni dopo il giubbotto comparve sulla copertina della rivista Life, nel 1963, indossato da Steve McQueen in sella alla sua moto.

### 1960-presente
Nel 1963 Baracuta venne acquisito da Great Universal Stores, una società specializzata nella vendita per corrispondenza; questa società venne poi venduta al gruppo Frankenstein Beaufort, un'azienda manifatturiera specializzata nella lavorazione dei tessuti. Questo permise a Baracuta di rinnovarsi e di adoperare nei propri capi nuovi tessuti sintetici come il terylene e il crimplene. Nel corso degli anni ‘60 il G9 diventò un indumento ricercato nel Regno Unito, dove venne sfoggiato da diverse sottoculture giovanili fra cui mod, punk, skinhead e diversi rocker inglesi come Eric Clapton, che lo indosso nel programma televisivo Ready, Steady Go, esibendosi con il suo gruppo The Yardbirds. In quegli anni divenne universalmente noto come Harrington grazie alla popolarità di Ryan O'Neal, che lo indossò nel ruolo di Rodney Harrington in Peyton Place, consacrando il G9 come un'icona dello stile preppy. Nel 1966, in occasione della vittoria dell'Inghilterra ai mondiali di calcio, Baracuta vestì la squadra di calcio inglese con l'impermeabile Single Chest Raincoat, soprannonimato G10. Nel 1969 il gruppo Frankenstein Beaufort vendette la parte americana del business alla Thomas Marshall Investments. La parte americana dell'attività fu commercializzata con il nome di Four Climes, mentre parte della parte inglese continuò con l'esportazione del marchio Baracuta. A partire dagli anni '70, Baracuta investì sulla collaborazione con il golfista Arnold Palmer, sottolineando il legame del G9 con il golf, e si occupò di abbigliamento in pelle e camicie; nel 1982 lanciò un G9 dedicato all'abbigliamento femminile.
Nel 2012 WP Lavori in Corso acquisì il marchio.